# María Novaro
María Novaro (Ciutat de Mèxic, 11 de setembre de 1950) és una reconeguda directora, guionista, editora i productora de cinema mexicà.

## Biografia i obra
María Novaro és la quarta de cinc fills de la parella formada pel poeta Octavio Novaro (fill de migrants italians provinents de Ligúria) i María Luisa Peñalosa.
Novaro es va donar a conèixer internacionalment amb el seu segon llargmetratge Danzón (1991), presentat a La Quinzena de Realitzadors del Festival de Canes. Danzón va ser la primera pel·lícula mexicana present en aquest festival després de més de 15 anys. A França va ser distribuïda per Amorces Diffusion i va estar en les cartelleres parisenques durant sis mesos. Als Estats Units la va distribuir Sony Pictures. Va estar nominada als Premis Independent Spirit i va rebre els premis a la Millor Pel·lícula i al Millor Guió en el Festival Llatí de Nova York fundat per Joseph Papp. El Premi Coral i el Premi Diva en el Festival Internacional de nou Cinema Llatinoamericà de l'Havana, Cuba i el Premi al Millor Film Iberoamericà en el Festival Cinematogràfic Internacional de Montevideo, a l'Uruguai. La protagonista de Danzón, María Rojo, va obtenir el premi a Millor Actriu en la Festival de Valladolid, entre altres reconeixements. A Mèxic, Danzón es va convertir en una pel·lícula de culte.
María Novaro va estudiar Sociologia en la Facultat de Ciències Polítiques i Socials de la Universitat Nacional Autònoma de Mèxic (UNAM) (1971-76), i va ser assistent d'Alaíde Foppa en la càtedra de Sociologia de la Dona, en la UNAM. Es va iniciar al cinema a la fi dels anys 70 participant amb el Col·lectiu Cinema Dona en la realització col·lectiva de documentals feministes en format de 16mm. Com a resultat d'aquesta experiència va estudiar cinema de 1980 a 1985 al Centro Universitario de Estudios Cinematográficos (CUEC/UNAM). Va cursar els tallers de Direcció d'actors i de Guió en el Sundance Institute de Utah, i va ser becària de l’EICTV a San Antonio de los Baños, Cuba (en el Taller de Projectes encapçalat per Gabriel García Márquez i Robert Redford). En aquest taller va desenvolupar el seu primer guió de llargmetratge, Lola.
Lola (1989) és una pel·lícula que té com a escenari les petjades encara visibles del terratrèmol de 1985 a la Ciutat de Mèxic. Va ser produïda amb el suport financer de Televisió Espanyola després de guanyar en un concurs obert per a tota Llatinoamèrica. Va rebre el premi OCIC en el Fòrum del Festival de Berlín en 1991; el Premi Coral a la Millor Opera Prima del Festival de l'Havana, i quatre Premis Ariel, entre ells el de Millor Òpera Prima i Millor Guió. També va guanyar Millor Òpera Prima i Millor Guió en el Festival Llatí de Nova York.
El jardín del edén (1994) és una pel·lícula filmada en Tijuana i els seus voltants a banda i banda de la frontera entre Mèxic i els Estats Units. Va ser una coproducció amb França i amb el Canadà. Estrenada al Festival de Venècia de 1994, va tenir una àmplia distribució europea. Va obtenir un Premi Coral en l'Havana, el Premi Glauber Rocha de la crítica especialitzada llatinoamericana, i el premi al millor actor en el Festival de Cartagena (a Bruno Bichir). La pel·lícula va comptar amb poca exhibició a Mèxic.
Sin dejar huella (2000) és un road movie filmada en un llarg recorregut des de Ciutat Juárez fins a la costa del Carib mexicà en Quintana Roo. Protagonitzada per Tiaré Scanda i Aitana Sánchez-Gijón, va ser una coproducció amb Espanya i es va estrenar a Sant Sebastià. Premiada com a millor pel·lícula llatinoamericana al Festival de Sundance de 2001, va obtenir també el premi del públic al Festival Llatí de Los Angeles, el premi del públic al Festival de Guadalajara i el premi de la crítica. Va obtenir dos premis Ariel: a millor fotografia i millors efectes especials.
Las buenas hierbas (2010), protagonitzada per Úrsula Pruneda, Ofelia Medina i Ana Ofelia Murguía, es va estrenar en el Festival de Roma, on va obtenir el Premi a la millor Interpretació Femenina (compartit als seus tres protagonistes). Va obtenir vuit premis Maguey en el Festival de Guadalajara, inclòs el premi del públic a la millor pel·lícula, al millor guió, millor actuació femenina (Úrsula Pruneda) i millor fotografia, entre d'altres. Va rebre dos premis en el Festival de Cinema de l'Amazones (millor guió i millor actuació femenina) i també va rebre dos premis Ariel, un a millor coactuación femenina (Ofelia Medina) i un altre per a efectes visuals (Alejandro Valle). Al Festival de Santo Domingo va rebre el guardó millor música (La Lengua). Distribuïda sobretot en països asiàtics, va estar en cartellera comercial durant més d'un any en diverses ciutats del Japó.
Un dels seus primers curtmetratges (un treball escolar: : Una isla rodeada de agua, de 1984) va ser adquirit pel Museu d'Art Modern de Nova York per a la seva col·lecció permanent de cinema i va ser distribuïda als Estats Units per Women Make Movies. Va obtenir un esment especial del jurat en el Festival de Curtmetratges de Clermont–Ferrand, i l'Ariel al Millor Curtmetratge de Ficció. Azul celeste (1987) és un mediometraje de 40 minuts que originalment formava part de la pel·lícula Historias de ciudad (produïda pel Departament d'Activitats Cinematogràfiques de la UNAM). Com un film independent va obtenir el Premi Dansaire d'Or a la Millor Pel·lícula al Festival de Cinema d'Osca, i també el Premi Cinquè Centenari, a més de quedar nominada a un Ariel. Altres curtmetratges destacats en la seva filmografia són: Sin miedo (2010), La morena (2004, també Millor Pel·lícula a Osca), i Otoñal (1995) estrenada en el Festival de Venècia en la secció Finestre Sulle Imagini.
Tesoros (2017) s el seu llargmetratge més recent i és una pel·lícula per a nens que va ser filmada en una comunitat de la Costa Grande de l'estat de Guerrero. La seva estrena mundial va ser en el Festival de Berlín, en la secció Generation. Va guanyar el Premi a Millor Pel·lícula per a Famílies en el Festival de Cinema de San Diego i està programada en molts festivals més.
María Novaro és guionista de totes les seves pel·lícules; tres d'elles van ser escrites en col·laboració amb la seva germana Beatriz Novaro. També ha estat editora i productora. Actualment retreballa La lista, un guió que va obtenir en 1996 el Premi Cosme Alves Neto del Brasil al millor guió llatinoamericà però que mai va poder filmar. Altres projectes que no va aconseguir dur a terme en la difícil segona meitat de la dècada dels anys 90 van ser: una adaptació cinematogràfica de la novel·la de Carlos Montemayor, Guerra en el paraíso, i un guió de Rosa Nissán i Beatriz Novaro titulat Suculentas (basat en la novel·la de Nissan Los viajes de mi cuerpo.)
En la docència, ha impartit cursos i tallers de cinema des de 1996, en el CUEC, el CCC (Centre de Capacitació Cinematogràfica), a la Universitat de Nou Mèxic a Albuquerque, a la Universitat de Texas, a la Columbia University, a SAE Institute-Mèxic i en diversos estats de Mèxic com Chiapas, Sonora i Nuevo León. Ha contribuït així a la formació de diverses generacions de cineastes a Mèxic.
En 2006 va fundar (juntament amb un grup de joves cineastes diplomats del CCC i exalumnes seus) la casa productora Axolote Cinema que a la data ha produït Los Últimos Cristeros, Wadley y El Calambre, de Matías Meyer, Tormentero i Cefalópodo, de Rubén Imaz, Extraño pero verdadero, i Malaventura, de Michel Lipkes, Calle López de Gerardo Barroso i Lisa Tillinger, Mosca y La Nación Interior, de Bulmaro Osornio, Las Marimbas del Infierno, de Julio Hernández. Axolote Cine també va ser la casa productora de Las buenas hierbas.
El 2007 va produir, amb Laura Imperiale, la pel·lícula Quemar las naves de Francisco Franco Alba. Per la més recent, Tesoros, va fundar la casa productora Cine Ermitaño.
Entre els reconeixements al seu treball destaquen: la Beca Guggenheim (2005), la Beca Gateways (2003), la Beca Rockefeller-MacArthur (1992-93) i ha estat membre del Sistema Nacional de Creadors a Mèxic en diversos períodes. Membre de la Academy of Motion Picture Arts and Sciences (USA), de les Acadèmia de Cinema d'Espanya i de AMACC a Mèxic. S'han fet retrospectives i homenatges al seu treball; a casa d'Amèrica, Madrid (2010), un Homenatge a la seva Trajectòria Artística en el Festival de Monterrey (2009), el reconeixement MUSA atorgat per Dones al Cinema i la Televisió A. C. (en el marc del Festival Internacional de Cinema de Guanajuato, 2013) i una mostra retrospectiva compartida amb Werner Herzog i Apichatpong Weerasethakul dins del Festival de Cinema en Kerala, l'Índia (2010), entre d'altres.
Té 3 fills (Mara, Santiago i Estel) i 3 nets (Andrea, Dylan i Jacinta), i sempre els inclou en el seu currículum.

## Filmografia
Dins de les seves activitats en la indústria del cinema ha dut a terme una gran quantitat de rols diferents, entre els quals estan el de directora de cinema, cinefotógrafa, editora, guionista i productora.
- 2017. Tesoros
- 2010. Sin Miedo
- 2008. Las buenas hierbas[5][6]
- 2006. Traducción simultánea
- 2000. Sin Dejar Huella
- 2000. Cuando comenzamos a hablar: Santa (part del llargmetratge 'Enredando sombras')
- 1994. El jardín del Edén
- 1993. Otoñal
- 1991. Danzón, considerada una de les 100 millors pel·lícules de la història del cinema mexicà.
- 1989. Lola
- 1988. Azul celeste (part del llargmetratge Historias de la ciudad)
- 1985. Pervertida
- 1984. Una isla rodeada de agua
- 1983. Querida Carmen
- 1982. 7 A.M.
- 1981. Conmigo la pasarás muy bien
- 1980. Los lavaderos
- 1980. Sobre las olas
- 1980. De encaje y azúcar[7][8][9]
- 1978. Es primera vez y Vida de ángel (documentales del Colectivo Cine Mujer)